# San Donaci
San Donaci község (comune) Olaszország Puglia régiójában, Brindisi megyében.

## Fekvése
Brindisitől délre, a Salento területén fekszik.

## Története
A település első írásos említése a 10. századból származik, habár a feltárt régészeti leletek arra utalnak, hogy a vidéket már i.e. lakták, valószínűleg messzápok. A következő századokban Oria fennhatósága alá tartozott. Önállóságát a 19. században nyerte el, amikor a Nápolyi Királyságban felszámolták a feudalizmust. 

## Népessége
A lakosság számának alakulása:

## Főbb látnivalói
- Santu Misirinu - egy kora középkori bizánci stílusban épült templom romjai